# Listă de monumente din județul Arad
Aceasta este o listă de monumente din județul Arad:
- Biserica Roșie din Arad
- Biserica sârbească "Sf. Petru și Pavel"
- Casa cu Lacăt din Arad
- Castelul Csernovics din Macea
- Castelul Konopi din Odvoș
- Castrul roman de la Bulci
- Catedrala Sfântul Anton de Padova din Arad
- Cetatea Aradului
- Cetatea Șiriei
- Cetatea Tauț
- Cetatea Turceasca Pâncota
- Cetățuie, Săvârșin
- Crucea Martirilor Unirii din Arad
- Iermata Neagră, Arad
- Mănăstirea "Sf. Simion Stâlpnicul"
- Mănăstirea Bizere
- Palatul Administrației Financiare din Arad
- Palatul Băncii Naționale din Arad
- Palatul Bohuș din Arad
- Palatul Cenad din Arad
- Palatul Cultural din Arad
- Palatul Herman Gyula din Arad
- Palatul Justiției din Arad
- Palatul Kovács, Arad
- Palatul Neumann din Arad
- Palatul Sârbesc din Arad
- Palatul Szantay din Arad
- Peștera Sinesie, Căprioara
- Șanțul-Mare Pecica
- Statuia Libertății din Arad
- Teatrul Clasic ”Ioan Slavici”
- Teatrul Vechi din Arad
- Turnul de apă din Arad